# Fokker F.V
Die Fokker F.V war ein einmotoriges Verkehrsflugzeug des niederländischen Herstellers Nederlandsche Vliegtuigenfabriek aus den 1920er-Jahren. Das wahlweise als Hochdecker oder als Doppeldecker verwendbare Flugzeug bot Platz für bis zu acht Passagiere. Es wurde nur ein Prototyp gebaut.

## Geschichte
Bevor sich Anton Fokker 1922 in die USA begab, beauftragte er seinen Chefkonstrukteur Reinhold Platz mit dem Entwurf eines neuartigen Verkehrsflugzeugs. Es sollte in kurzer Zeit von einem Doppeldecker mit hohem Startgewicht zu einem Hochdecker mit höherer Geschwindigkeit umgebaut werden können. In der Fluggastkabine war eine Bordtoilette vorgesehen. Mit acht Passagierplätzen sollte es etwas größer sein als die bisher gebauten Modelle F.II und F.III.
Der Prototyp führte am 7. Dezember 1922 seinen Erstflug aus. Dabei zeigte sich, dass die Sperrholzverkleidungen der Passagierkabine zu Vibrationen neigten und eine erhebliche Geräuschbelastung im Kabineninneren verursachten. So konnten am Ende keine Kunden gewonnen werden, und die Serienfertigung unterblieb.

## Konstruktion
Die Rumpfkonstruktion bestand aus einem Stahlrohrrahmen, der außen mit Stoff bespannt wurde. Eine Ausnahme bildete der Bereich der Passagierkabine, der innen wie außen eine Sperrholzverkleidung erhielt. Dadurch sollte die Stabilität des Flugzeugs erhöht werden. Diese Doppelwände neigten allerdings zu starken Vibrationen. Die Kabine war mit Toilette und Heizung ungewöhnlich komfortabel ausgestattet. Das Flugzeug verfügte über ein offenes Zweimanncockpit mit Steuerungen an beiden Plätzen.
Die Tragflächen der Doppeldeckerausführung erhielten keine Drahtverspannung, um den Umbau zu einem Hochdecker zu erleichtern. Es mussten nur die unteren Tragflächen entfernt und mit ihnen die oberen verlängert werden.
Um die Lärmbelastung zu reduzieren, sollte der Rolls-Royce-V-Motor mit einem Vierblattpropeller versehen werden. Da ein solcher aber nicht zur Verfügung stand, wurden zwei Zweiblattpropeller kreuzförmig übereinander montiert.

## Nutzung
Nach der Indienststellung der F.V erfolgte eine ausgiebige Erprobung durch die niederländische Luftfahrtbehörde. Die Idee, das Flugzeug versuchsweise bis nach Batavia fliegen zu lassen, wurde allerdings aufgegeben. Später wurde es vorübergehend der Deruluft überlassen, die allerdings nach zweiwöchigen Tests auf eine Bestellung verzichtete. Erst 1926 konnte der Prototyp an die österreichische ÖLAG verkauft werden.

## Technische Daten
| Kenngröße            | Daten                                                         |
| -------------------- | ------------------------------------------------------------- |
| Besatzung            | 2                                                             |
| Passagiere           | 8                                                             |
| Länge                | 12,00 m                                                       |
| Spannweite           | 16,00 m                                                       |
| Höhe                 | 4,00 m                                                        |
| Leermasse            | 1900 kg                                                       |
| Startmasse           | 3100 kg                                                       |
| Reisegeschwindigkeit | 180 km/h                                                      |
| Triebwerke           | ein 12-Zylinder-V-Motor Rolls-Royce Eagle mit 270 kW (367 PS) |